# Aniversari

Imatge commemorativa del desè aniversari de la Viquipèdia en català

El terme aniversari s'utilitza per a designar el dia que hom commemora un fet o esdeveniment digne de record. Generalment s'utilitza per a rememorar anualment el naixement d'una persona. En nombroses cultures, els aniversaris acostumen a venir acompanyats d'una festa i, en alguns casos, d'un ritu de pas. La paraula aniversari fou usada per primer cop en el catolicisme per a commemorar sants.
En català, les expressions natalici, cap d'any o fer els anys es poden utilitzar com a sinònims d'aniversari, especialment si es tracta del primer aniversari d'un fet.

## Tipus d'aniversaris

### Aniversaris de naixement
Els aniversaris de naixement o natalicis són els més comuns. A Catalunya, el Club Super 3 felicita cada dia tots els nens i nenes que fan anys.
En la celebració oficial del naixement de certs personatges, el dia de celebració de vegades pot ser mogut per raons pràctiques, com la de George Washington als Estats Units, o situar-se en una data que no necessàriament hi correspon, com en el cas de Jesucrist.
La celebració de natalicis no és universal: dins del cristianisme, algunes comunitats com els Testimonis de Jehovà consideren que aquestes festivitats són d'origen pagà i, per tant, contràries a les pràctiques cristianes; els ortodoxos prefereixen celebrar el dia del Sant, i altres comunitats, com els catòlics del món hispànic, celebren tant el Sant com l'aniversari de naixement.
Existeixen nombrosos sistemes astrològics que determinen el signe astrològic d'una persona a partir de la seva data de naixement, com el zodiacal. En alguns casos, el signe és determinat per l'hora o el lloc de naixement. Aquests signes astrològics pretenen deduir el caràcter de l'individu, les seves afinitats o, fins i tot, predir-ne el destí.

### Aniversaris de casament
Els aniversaris de casament o aniversari de noces se solen celebrar el mateix dia de l'any en el qual tingué lloc el matrimoni. Emily Post, en el seu llibre Etiquette in Society, in Business, in Politics and at Home (1922) suggeria celebrar els aniversaris següents: 1, 5, 10, 15, 20, 25, 50 i 75 anys. Cada aniversari de bodes rep un nom especial; per exemple, els 25 anys són les noces de plata, els 50 anys les noces d'or, els 60 anys les noces de diamant i els 75 anys les noces de platí. Les designacions, però, són diferents segons el país o l'autor.

### Aniversaris de mort
Els aniversaris de mort tenen molta importància pels asiàtics, sobretot en les cultures xinesa, pakistanesa, israelita, georgiana, índia, iraniana, japonesa, coreana, russa i vietnamita. Igual que els aniversaris de naixement, se celebren anualment, però en comptes de fer-ho el dia que l'individu va néixer es commemora el dia de la seva mort. Malgrat ser principalment considerat culte als avantpassats, aquesta tradició també ha estat associada amb el confucianisme, el budisme i l'hinduisme. En el judaisme, aquesta tradició s'anomena yahrtzeit. A occident en les esglésies catòlica i ortodoxa, se celebren tradicionalment els sants al dia de la seva mort, considerat com dies natalis, dia de naixement a la vida eterna.

### Aniversaris nacionals

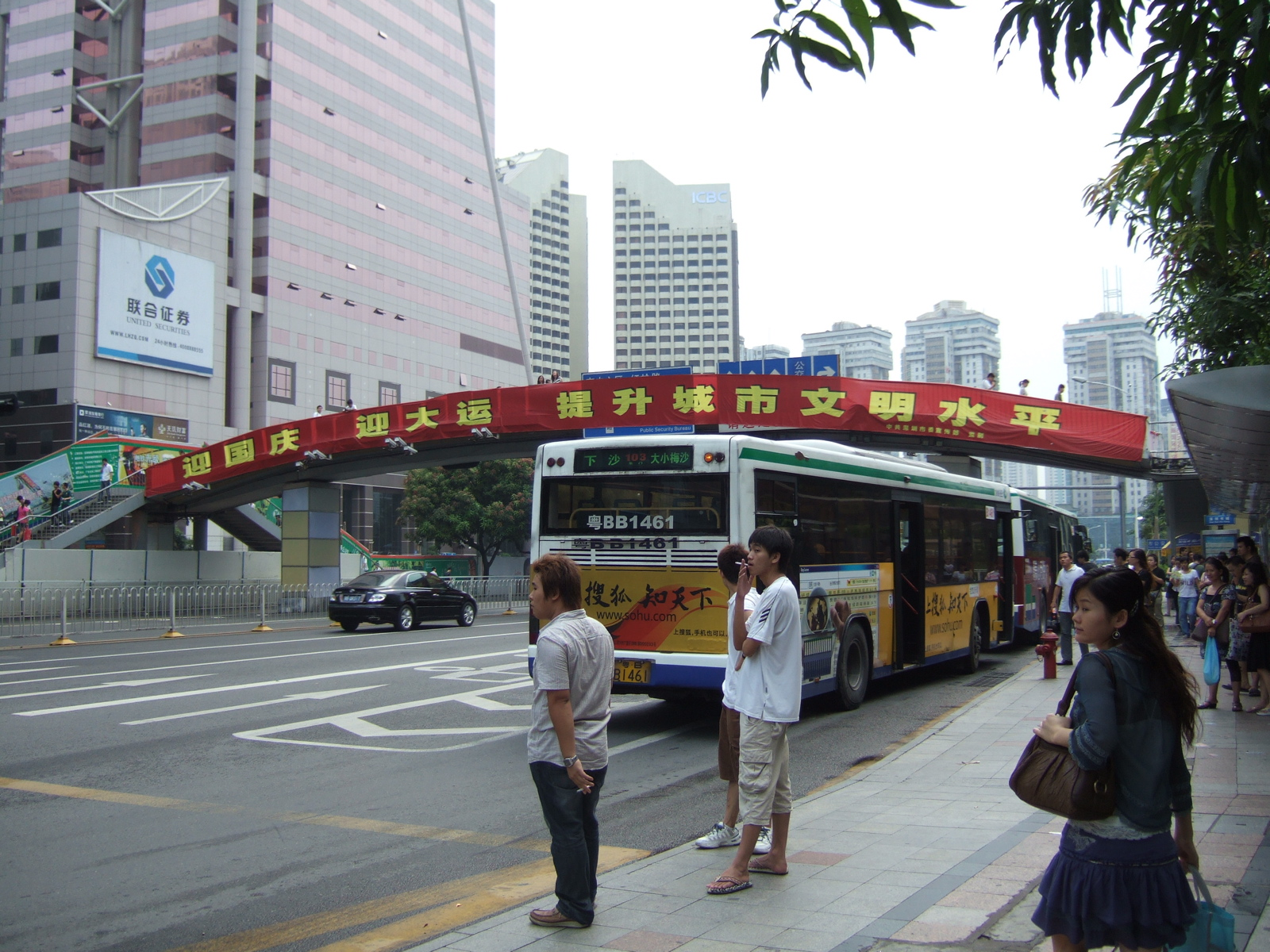
Pancarta per commemorar el 60è aniversari de la fundació de la República Popular de la Xina

Els aniversaris nacionals se celebren a escala nacional; per exemple, es pot tractar de la independència d'un país, d'una victòria militar o de l'aprovació d'una constitució.

### Aniversaris de fundació
La locució llatina dies natalis (literalment, dia de naixement) ha esdevingut comuna —sobretot en àmbits intel·lectuals— per l'aniversari de fundació d'institucions tals com l'alma mater. Fins i tot de l'antiga Roma se'n coneix el [dies] Aquilae natalis, és a dir, l'«aniversari de l'àguila» (aniversari de la fundació oficial d'una legió).